# ARA Santiago del Estero (S-12)
El ARA Santiago del Estero (S-12) fue un submarino de la clase Balao botado originalmente como USS Lamprey (SS-372) para la Armada de los Estados Unidos. Fue incorporado por la Armada Argentina en 1960 y estuvo en servicio hasta ser irradiado en 1971. Fue el segundo buque que llevó este nombre en la Armada Argentina, en homenaje a la provincia de Santiago del Estero.

## USS Lamprey (SS-372)
El USS Lamprey (SS-372) fue botado el 18 de junio de 1944 en el astillero Shipbuilding Company Manitowoc, en Wisconsin.
El 16 de diciembre de 1944 partió de Nueva Orleans rumbo al Pacífico, donde patrulló la costa de China.

## ARA Santiago del Estero (S-12)
En 1964 el Santiago del Estero participó del Operativo «Caimán» con la Fuerza de Tareas 64 al mando del capitán de navío Pedro Gnavi.
En 1969, participó del Operativo «Lince» y del Operativo «UNITAS X», juntó a las naves argentinas Almirante Brown, Espora, Rosales, Santa Fe, comandante general Zapiola, Chiriguano y Punta Médanos, a órdenes del capitán de fragata Jorge Isaac Anaya.
En octubre de 1966, después de la Operativo Cóndor, del mismo año un grupo de Agrupación de Buzos Tácticos a cabo aterrizajes encubiertas desde el submarino ARA Santiago del Estero. El equipo de 12 hombres, que aterrizó a unos 40 kilómetros (25 millas) de Puerto Argentino/Stanley, fue dirigido por Juan José Lombardo quien más tarde, como comandante de Operaciones Navales, planeado el 1982 la Operación Rosario.

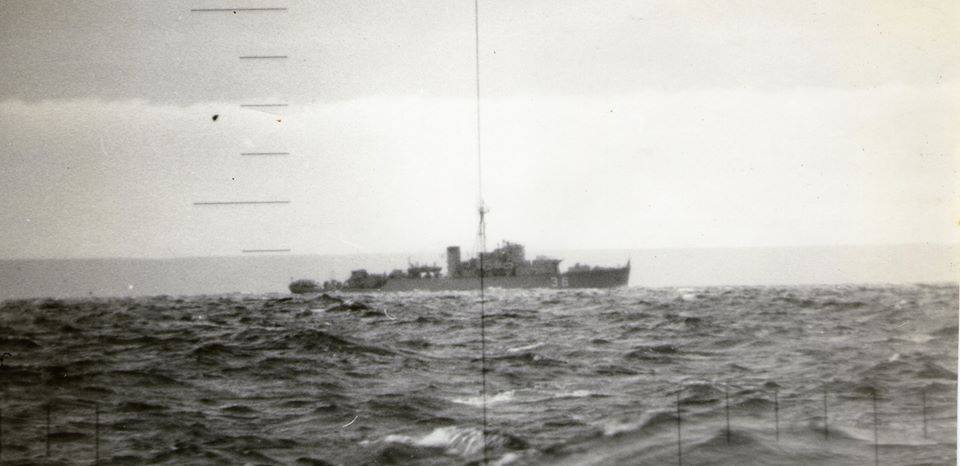
Fragata Piedra Buena vista a través del periscopio de ataque del sumergible Santiago del Estero.
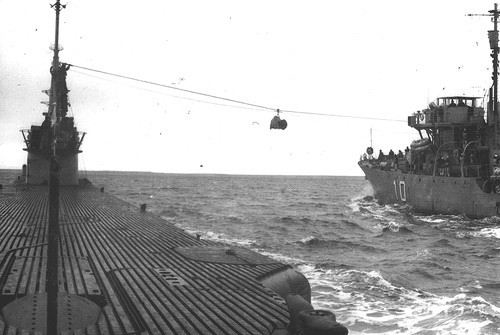
Santiago del Estero y corbeta República.